# Eberlanzia dichotoma
Eberlanzia dichotoma är en isörtsväxtart som först beskrevs av L. Bol., och fick sitt nu gällande namn av H. E. K. Hartmann. Eberlanzia dichotoma ingår i släktet Eberlanzia och familjen isörtsväxter. Inga underarter finns listade i Catalogue of Life.